# Compagnie fermière du chemin de fer de Montpellier à Nîmes
La Compagnie fermière du chemin de fer de Montpellier à Nîmes exploita à bail un chemin de fer entre ces deux villes.
Construit sous la monarchie de Juillet, le chemin de fer entre Montpellier et Nîmes forme le complément du Montpellier-Sète et du chemin de fer du Gard.
Après une première tentative infructueuse, en 1838, et afin de relancer la confiance de l’initiative privée dans les chemins de fer, l’État se charge de la construction de la ligne qui s’étalera de 1840 à 1844.
À l’issue d’une adjudication, l’exploitation du chemin de fer est confiée, en 1844, à une entreprise privée en contrepartie du versement d’un loyer.
Ne pouvant faire face à ses obligations, la société d’exploitation trouve son salut dans une fusion, en 1852 sous le Second Empire, avec d'autres compagnies pour donner naissance à la Compagnie du chemin de fer de Lyon à la Méditerranée qui dessert tout le sud-est du pays à partir de Lyon.

## L’origine du projet
Au XIXe siècle, Montpellier et Nîmes sont deux villes d’importance du Languedoc, au riche passé historique et culturel ; à la fin des années 1830, la première compte 36 000 habitants, la seconde 43 000. Toutes deux sont tête de lignes des premiers chemins chemin de fer de la région ; Montpellier - Sète inauguré en juin 1839 et Nîmes - Beaucaire inauguré en juillet de la même année. En outre, la lignes Nîmes - Alès ouverte en août 1840 est prolongée à la Grand’Combe en 1841. La voie ferrée entre Montpellier et Nîmes représente le « maillon manquant » d’un réseau régional reliant le Rhône au port de Sète.
Antérieurement au chemin de fer, la distance entre les deux villes, était parcourue par des voitures de postes en six heures avec un relais à Lunel. Pour l’année 1842, on dénombre près de 85 000 voyageurs tant par la route que par le canal.
À cette époque, où la doctrine officielle n’est pas encore arrêtée quant à savoir s’il faut confier à l’initiative privée ou à l’administration le soin de construire et d’exploiter les lignes de chemins de fer, plusieurs solutions sont envisagées, à savoir :
- construction et exploitation par l’État ;
- concession à des compagnies avec ou sans l’aide de l’État ;
- construction par l’État et exploitation par des compagnies fermières.

Le chemin de fer de Montpellier à Nîmes relève de la dernière catégorie.
Un projet de loi autorisant la concession d’un chemin de fer de Montpellier à Nîmes est examiné par le parlement en 1838 mais, à la suite d’un changement apporté dans le cahier des charges par la Chambre des députés, la compagnie demanderesse s’est retirée. La continuité entre le Rhône et Sète est compromise. Pour y remédier, le ministre des Travaux publics, Jean-Baptiste Teste, présente un projet de loi autorisant l’État à exécuter le chemin de fer et d’y consacrer la somme de 14 millions. La loi est votée le 15 juillet 1840.

## La construction
La construction est confiée à l’ingénieur en chef des ponts et chaussées du Gard, Charles Didion, camarade de promotion et collaborateur de Paulin Talabot.

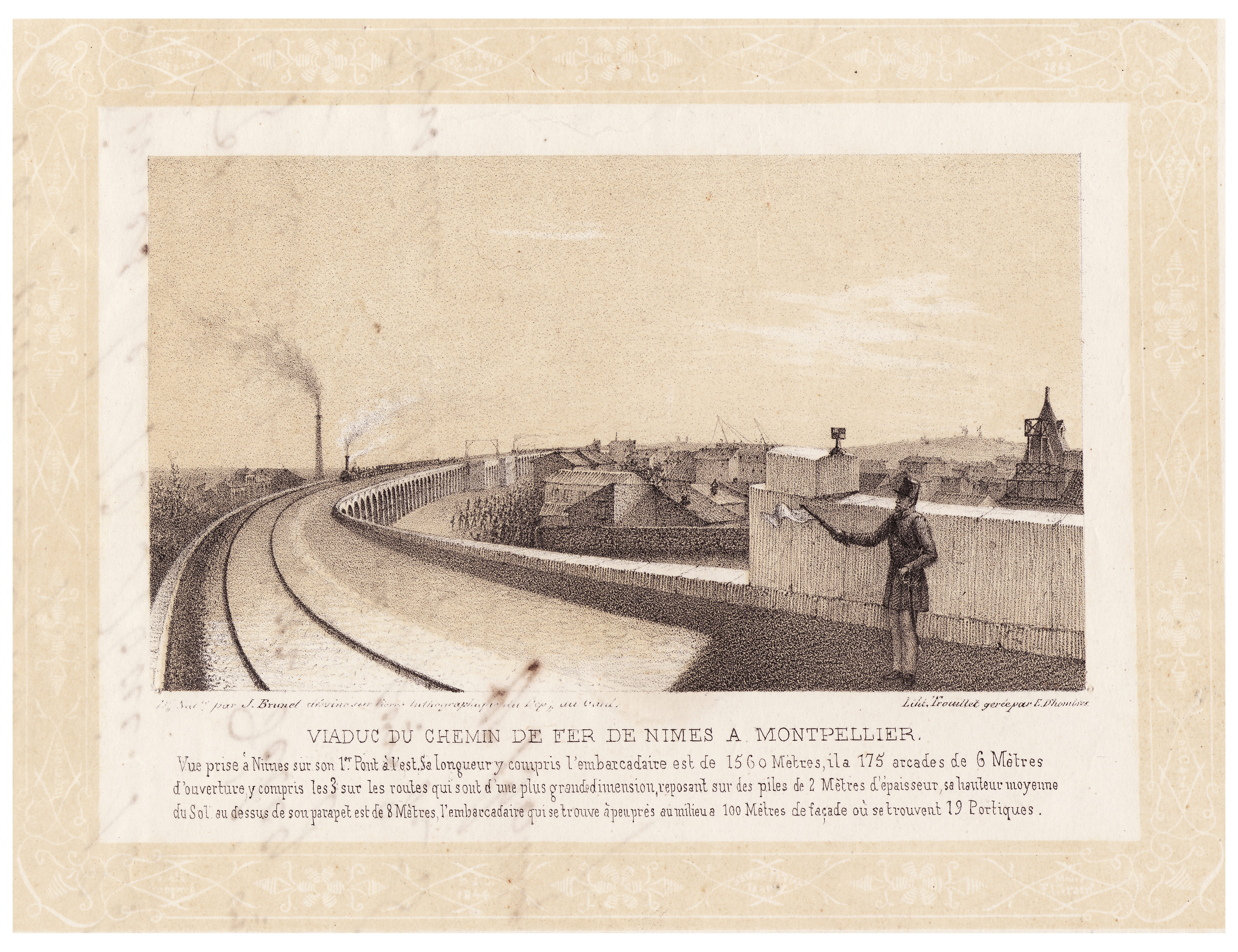
Viaduc du chemin de fer à Nîmes montrant, au loin en partie inférieure dans la courbe, « l’embarcadère ».

La ligne a une longueur de 52,200 kilomètres. Elle est construite dans une plaine mais comporte plusieurs ouvrages d'art ; un viaduc qui permet de traverser la ville de Nîmes sur lequel est construit « l’embarcadère », un viaduc au Grand-Gallargues, un pont au-dessus du Vidourle, une tranchée dans Montpellier. La ligne est construite à cheval sur deux départements ; 23,95 km dans le Gard et 28,250 dans l'Hérault.
La dépense totale fut supérieure au devis initial de 14 millions. C'est pourquoi, en 1846, la Chambre des députés vote un crédit de 500 000 F au budget du ministère des Travaux publics pour la liquidation des dépenses engagées par les entreprises intervenant pour la construction du chemin de fer. Cependant, ce montant ne fut pas suffisant et, en 1849, l’Assemblée nationale vote un crédit de 371 000 francs supplémentaires (loi du 7 mai 1849).
La ligne est achevée dès la fin du mois d'avril 1844 ; le 30 avril a lieu un premier essai entre Nîmes et Montpellier reliées en deux heures, eu égard aux nombreux arrêts pour inspecter la voie, et le retour en une heure et demie. Le 3 mai a lieu un second essai. Enfin, dans l’attente de l’adjudication de l’exploitation, Didion offre aux notabilités des deux villes, pendant l’été 1844, le plaisir de se transporter en chemin de fer de l’une à l’autre pour des visites de courtoise. Le 15 septembre, il offre un voyage gratuit en « train de plaisir » aux fonctionnaires de la préfecture de l'Hérault et à leur invités (300 personnes réparties entre huit voitures). Il y a foule à Nîmes à l’arrivée du train car Paulin Talabot organise également des « trains de plaisir » au départ d’Alès et de Beaucaire.

## La compagnie fermière

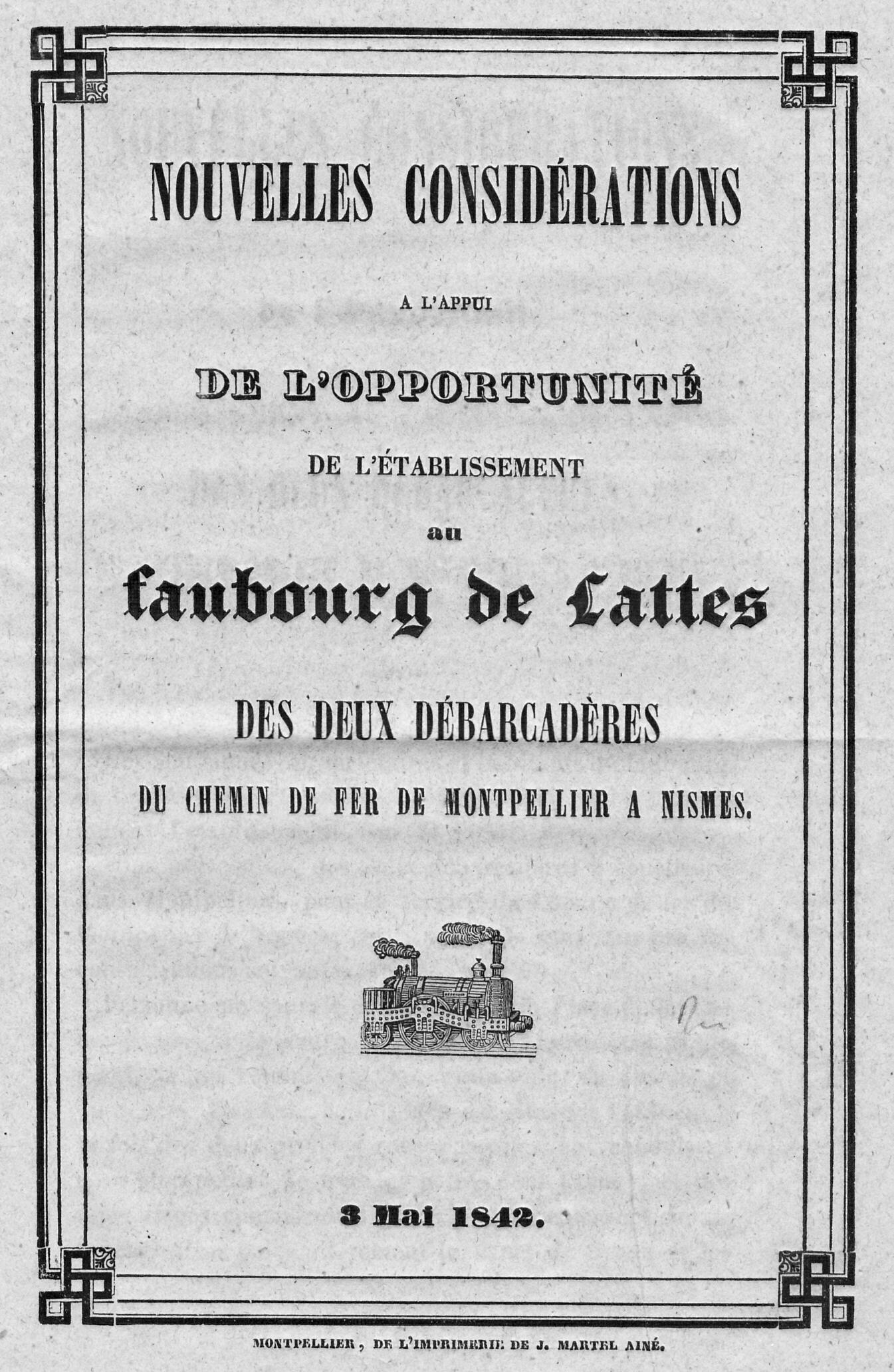
Opuscule en faveur d’un débarcadère dans le faubourg de Lattes à Montpellier.

Trois jours après ces festivités, le 18 septembre, se déroulent à la préfecture du Gard à Nîmes les opérations d’adjudication de l’exploitation du chemin de fer en application de la loi du 7 juillet 1844 autorisant l’affermage de la ligne ,. La durée du bail est prévue pour douze ans et le loyer (bail) est fixé à 150 000 F. pour chacune des quatre premières années, 250 000 F. pour les quatre suivantes et 350 000 F. pour les quatre dernières. L’adjudication sera accordée au plus offrant et dernier enchérisseur.
Cinq concurrents se présentent ;
- la société nîmoise d’Agénor Molines, banquier, Félix de Surville[16], banquier, et Emile Delacorbière, négociant et président de la chambre de commerce ;
- la société de Monnier fils cadet, Bonnaud et Baragnon ;
- la société montpellièraine d’Arthur Roche[17] ;
- Breittmayer[18], Bardet et Brouzet de Lyon ;
- Gilbert Courbeyron, commissionnaire en roulage à Lyon dont on savait qu’il était le prête-nom des Montpelliérains Achille Durand, Charles Huc et Tissié-Sarrus.

L’adjudication est remportée par la société Molines, Surville et Delacorbière qui offre 131 000 F de plus annuellement que le minimum exigé. Elle est confirmée par une ordonnance du 1er novembre 1844.
La société dispose d’un capital de 2 millions de francs, divisé en 4 000 actions de 500 F ; les fondateurs ayant souscrits eux-mêmes 2 000 actions. Après avis du Conseil d'État, la société anonyme dénommée Compagnie d’exploitation du chemin de fer de Montpellier à Nîmes est constituée le 22 avril 1845.
La compagnie fermière s’engage à reprendre le matériel roulant acquis par l’État à hauteur de 900 000 F remboursable progressivement avec un intérêt de 1 %. En 1845, le parc du matériel roulant livré par l'État à la compagnie fermière se compose de 7 locomotives, 32 voitures et 8 wagons à bagages.

## L’ouverture au public
Après deux derniers voyages de courtoise des édiles des deux villes, le 17 novembre les nîmois à Montpellier et le 1er décembre les montpelliérains à Nîmes, la ligne est ouverte au public le 9 janvier 1845. Malgré le mauvais temps ce jour-là, l’affluence est grande et se poursuit les jours suivants. À l’ouverture, le trafic se limite à deux trains par jour avec un arrêt à Lunel. Dans le courant du mois de février, les quatorze stations intermédiaires sont ouvertes et le trafic passe à quatre trains dans chaque sens[réf. nécessaire]. La durée du voyage est de deux heures pour un prix de 6 F. en place de luxe, 5 F. en première, 3,50 F. en deuxième classe et 2,80 F. en troisième classe.

## L’épilogue
Charles Didion, en poste dans le Gard depuis douze ans, est nommé secrétaire du conseil général des ponts et chaussées en février 1845.
La société fermière fit de mauvaises affaires ; elle ne put appeler que 1,2 million de francs sur son capital et ne put jamais payer le prix du bail.
La crise de 1847 frappe la société aux premières années de son existence.
Au mois d’octobre 1848, la société fermière sollicite de l’administration soit la résiliation du bail soit une réduction du fermage. La Commission centrale des chemins de fer juge préférable de réunir en une seule exploitation ce chemin de fer avec celui de Montpellier à Sète et celui de la Compagnie du chemin de fer de La Grand’Combe à Beaucaire.
Le développement des chemins de fer et les luttes d’influence pour constituer des réseaux nationaux homogènes se traduit, dans le sud-est, par l’émergence d’un groupe ferroviaire animé par Paulin Talabot qui après avoir obtenu la concession du Lyon-Avignon constitue, en 1852 autour de cette dernière, la Compagnie du chemin de fer de Lyon à la Méditerranée par le rachat des diverses compagnies du sud-est : Marseille-Avignon, La Grand’Combe-Beaucaire, Montpellier-Nîmes et Montpellier-Sète.
Pour son rachat, la compagnie fermière reçoit une indemnisation de 500 000 F. en 625 obligations du Lyon-Avignon rapportant chacune 40 F d’intérêt annuel garanti par l’État durant 50 ans remboursable en 99 ans à compter du 3 avril 1855,.

## Matériel roulant
Le matériel roulant comprend :
- 12 locomotives, 54 voitures, 34 wagons plats et 196 wagons de marchandises.

Si la traction a été sous-traitée à un entrepreneur, la construction et l'entretien du matériel reste à la charge de la compagnie qui dispose de ses propres ateliers.

## Souvenir
La numismatique ferroviaire compte une médaille de la Compagnie fermière du chemin de fer de Montpellier à Nîmes :
- viaduc de Nîmes (1842)[32].